# No Min-woo
No Min-woo (노민우?; Osaka, 29 maggio 1986) è un attore e musicista sudcoreano.

## Biografia
No Min-woo nasce in Giappone mentre sua madre, allora ventenne, vi si trovava per diventare una cantante enka. Debutta come batterista, con il nome d'arte Rose, nella band TRAX nel 2004, che lascia due anni dopo; entra brevemente come chitarrista nei The Romantist prima del loro scioglimento. Nel 2009 è il leader del progetto 24/7, con Lee Jang-woo e Hyun Woo, con i quali pubblica il singolo 24 Hours a Day, 7 Days a Week.
Nel 2008 debutta come attore, attirando l'attenzione nel 2010 con i drama Pasta e Nae yeojachin-guneun gumiho. Nel 2012, in seguito alla scadenza del suo contratto con la Core Contents Media, apre una propria agenzia, la MJ Dreamsys, e a metà 2013 torna sulla scena musicale come cantante con la band di tre elementi ICON e il brano Rockstar.

## Filmografia

### Cinema
- Story of Wine, regia di Lee Cheol-ha (2008)
- Ssanghwajeom (쌍화점?), regia di Yoo Ha (2008)
- Gisaeng lyeong (2011)
- L'impero e la gloria - Roaring Currents, regia di Kim Han-min (2014)

### Televisione
- Propose (프로포즈) – serie TV (1997)
- Jinsil (진실) – serie TV (2001)
- Mister Lee hyeongsa (미스터리 형사) – serie TV (2008)
- Tae-hee, Hye-kyo, Ji-hyun-i (태희혜교지현이) – serie TV (2009)
- Mrs. Town nampyeon-i jug-eotda (미세스 타운 남편이 죽었다) – serie TV (2009)
- Joseon churi hakgeuk Jeong Yak-yong (조선추리활극 정약용) – serie TV (2009) – cameo
- Pasta (파스타) – serie TV (2010)
- Nae yeojachin-guneun gumiho (내 여자친구는 구미호) – serie TV (2010)
- Lag lag lag (락 락 락) – serie TV (2010)
- Midas (마이더스) – serie TV (2011)
- Full House Take 2 (フルハウスTAKE2) – serie TV (2012)
- Monstar (몬스타) – serie TV (2013)
- Love Expiration Date (有效期限愛上你) – serie TV (2013)
- Kalgwa kkot (칼과 꽃) – serie TV (2013)
- Sin-ui seonmul - 14il (신의 선물 - 14일) – serie TV (2014)
- Choego-ui gyeolhon (최고의 결혼) – serie TV (2014)
- Behind Every Star (연예인 매니저로 살아남기?, Yeon-ye-iun maenijeoro sar-anamgiLR) – serie TV (2022)
- Geumhollyeong, Joseon hon-in geumjiryeong (금혼령, 조선 혼인 금지령?) – serie TV (2022) – cameo

## Discografia
- 2013 – Iconic Oh Disco "Rockstar"

### Colonne sonore
- 2010 – Trap (Nae yeojachin-guneun gumiho)
- 2011 – Sad Love (Midas)
- 2011 – Can I Love You (Midas)
- 2012 – Touch (Full House Take 2)
- 2012 – Sad Touch (Full House Take 2)
- 2012 – Hello Hello (Full House Take 2)
- 2013 – 1 Minute 1 Second (Love Expiration Date)
- 2014 – Snake Eyes (Shinui sunmool - 14il)
- 2014 – Heaven (Shinui sunmool - 14il)

## Riconoscimenti
- 2010 – SBS Drama Awards
  - Vinto – Premio nuova stella per Nae yeojachin-guneun gumiho.